# امیر حاج امینی
امیر حاج امینی (۵ دی ۱۳۴۰ – ۱۰ اسفند ۱۳۶۵) بی‌سیم‌چی گردان نصر لشکر ۲۷ محمد رسول‌الله در جنگ ایران و عراق بود. او در اسفند ۱۳۶۵ در جریان عملیات کربلای ۵ کشته شد.

## زندگی‌نامه
حاج امینی در روز ۵ دی ماه سال ۱۳۴۰ در روستای علیشار از توابع شهرستان زرندیه (که پیش‌تر جزء شهرستان ساوه بود) زاده شد. او در دوران کودکی به همراه خانواده به تهران مهاجرت کرد و تحصیلات خود را در این شهر تا پایان دوره متوسطه ادامه داد. سپس در اداره صباباتری مشغول به‌کار شد و از همان طریق  به‌عنوان یک بسیجی به جبهه اعزام شد. حاج امینی در عملیات‌های آزادسازی شهرهای مهران، بستان و والفجر ۸ شرکت داشت. وی در عملیات‌های کربلای ۴ و ۵ بی‌سیم‌چی گردان بود و سرانجام در روز ۱۰ اسفند ماه سال ۱۳۶۵ در عملیات کربلای ۵ در شهر مرزی شلمچه و جنوب کانال پرورش ماهی کشته شد. دو عکس از او پس از کشته شدن و برای مادرش گرفته شده که بعدها به عنوان تاثیرگذارترین عکس‌ها در جریان جنگ ایران و عراق شناخته شدند. همچنین در سال ۱۴۰۰ کتابی برگرفته از زندگی‌نامه او به نام «تبسم وصل» منتشر شده است.